# Bahnhöfe in Magdeburg
Dieser Artikel gibt einen Überblick über die Bahnhöfe in Magdeburg. Dabei werden nicht nur Personenbahnhöfe, sondern auch Güterbahnhöfe und Haltepunkte berücksichtigt.

## Bahnhöfe

### Magdeburg-Brückfeld
Lage

1848 ging der Bahnhof Brückfeld in Betrieb. Personenverkehr fand bis in die 1870er Jahre statt, danach nur noch Güterverkehr. 1998 wurde der Betrieb auf der Strecke nach Biederitz eingestellt und der Bahnhof Brückfeld stillgelegt.

### Magdeburg-Buckau
Lage

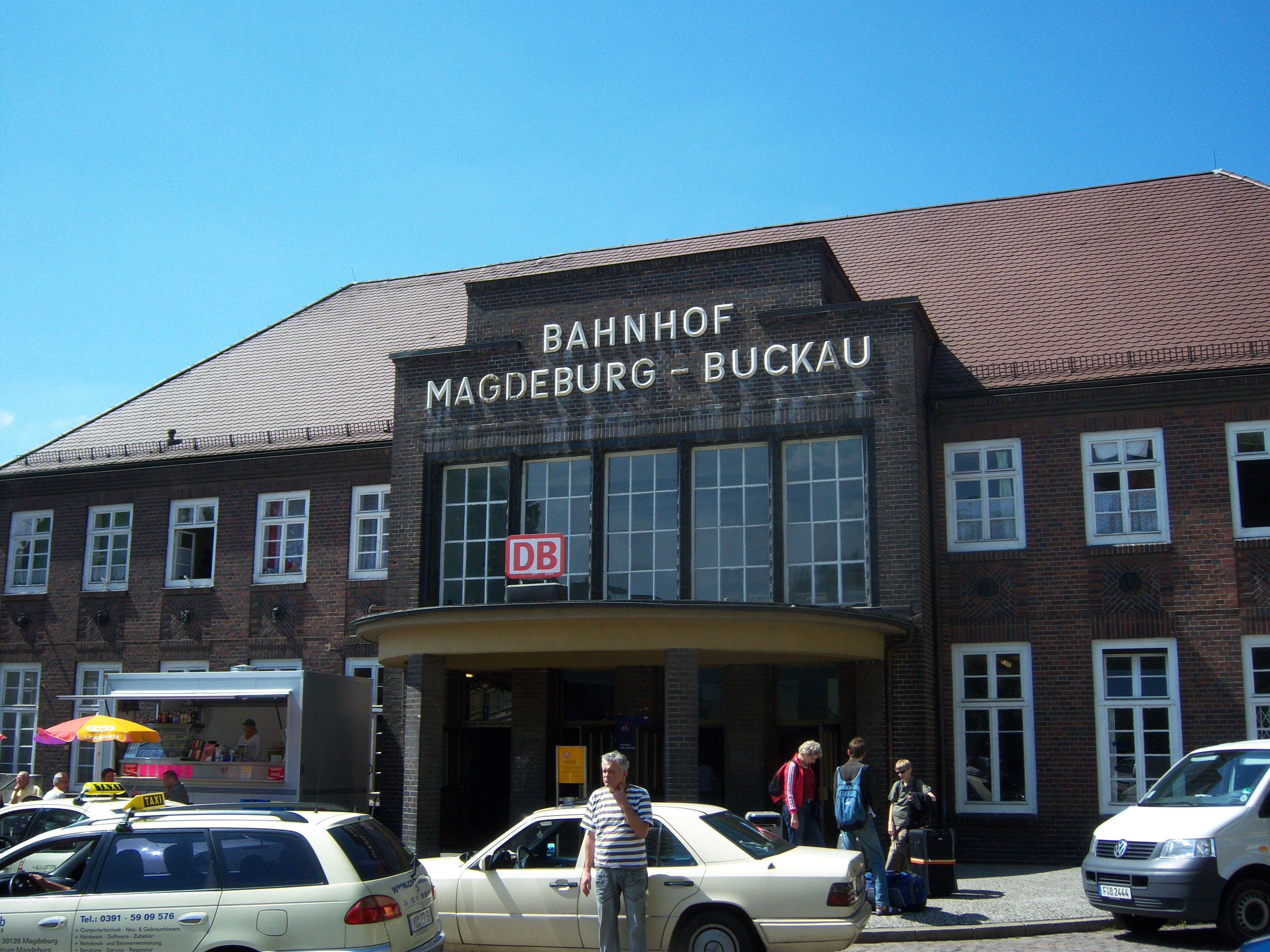
Buckau, Empfangsgebäude, 2008

Dieser Bahnhof ging im Jahre 1918 in Betrieb. In den 1920er Jahren entstand ein neues Empfangsgebäude, das seinerzeit eines der modernsten Deutschlands war. An insgesamt vier Strecken liegt die Station. Während Bauarbeiten am Hauptbahnhof hielten vorübergehend auch einige Fernverkehrszüge in Buckau. Heute bedienen mehrere Züge verschiedener Bahngesellschaften den Bahnhof.

### Magdeburg-Buckau Bbf
Lage

Der Betriebsbahnhof Buckau befindet sich an der Bahnstrecke Schönebeck–Glindenberg. Der Verkehr auf der Verbindung zwischen der Abzweigstelle Wolfisfelde und dem Betriebsbahnhof Buckau wurde am 7. Dezember 1995 eingestellt.

### Magdeburg Elbbahnhof
Lage

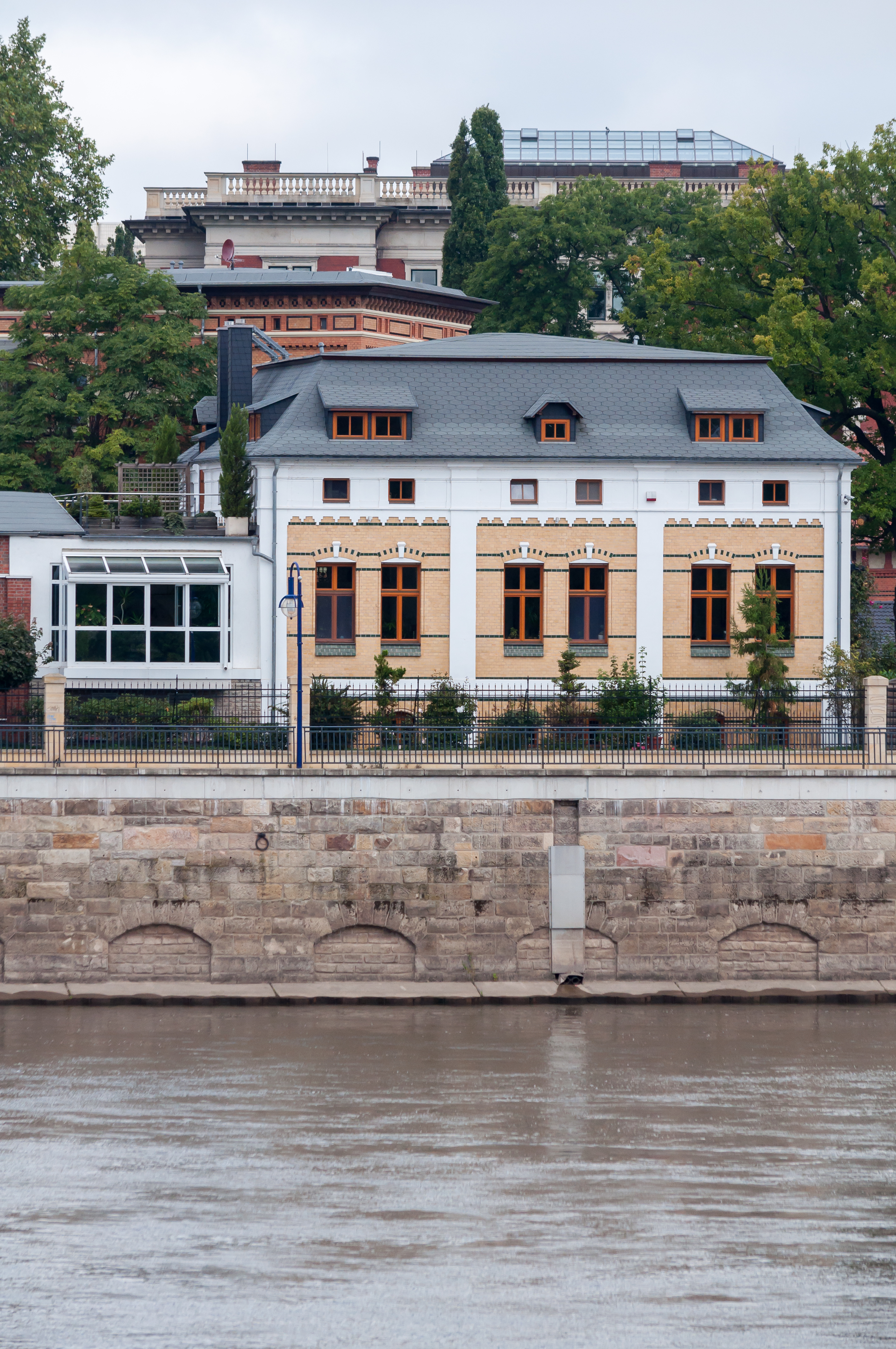
Elbbahnhof, ehemaliges Empfangsgebäude, 2014

Der Elbbahnhof in Magdeburg, der sich am Elbufer befand, ging am 30. Juni 1839 in Betrieb. Mit der Errichtung des Hauptbahnhofs 1873 sank seine Bedeutung stark. Dennoch fand weiterhin Güterverkehr statt. Mit der Stilllegung der Strecke Biederitz–Magdeburg-Buckau 1998 wurde der Betrieb eingestellt. Die Anlagen sind weitestgehend nicht mehr vorhanden. Heute befinden sich auf dem Gelände hochwertige Wohnungen.

### Magdeburg Hbf
Lage

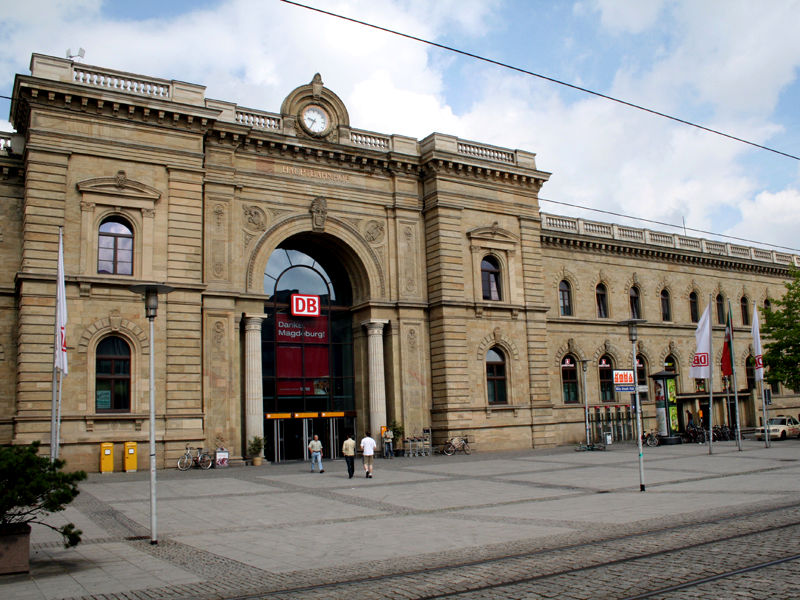
Hbf, Empfangsgebäude, 2007

Der Magdeburger Hauptbahnhof ist neben dem Hauptbahnhof von Halle der wichtigste Bahnhof in Sachsen-Anhalt. Daher gehört er der Preisklasse 2 an. In ihm bündeln sich fünf Bahnstrecken. Die zunehmende Industrialisierung machte einen Zentralbahnhof in Magdeburg notwendig, der erst 1873 eröffnet wurde. In den folgenden Jahren wurden sowohl die Anlagen für den Personen- als auch für den Güterverkehr erheblich erweitert. Im Zweiten Weltkrieg erlitt der Bahnhof schwere Schäden. Nach der Wende fanden erste Umbau- und Modernisierungsarbeiten statt. Ziel ist es, den Eisenbahnknoten Magdeburg neu zu ordnen. Das gesamte Projekt trägt den Namen Magdeburg 21 und soll 2022 endgültig abgeschlossen sein. Heute wird der Hauptbahnhof durch einige Fernverkehrs- und zahlreiche Regionalverkehrslinien bedient.

### Magdeburg Neustadt
Lage

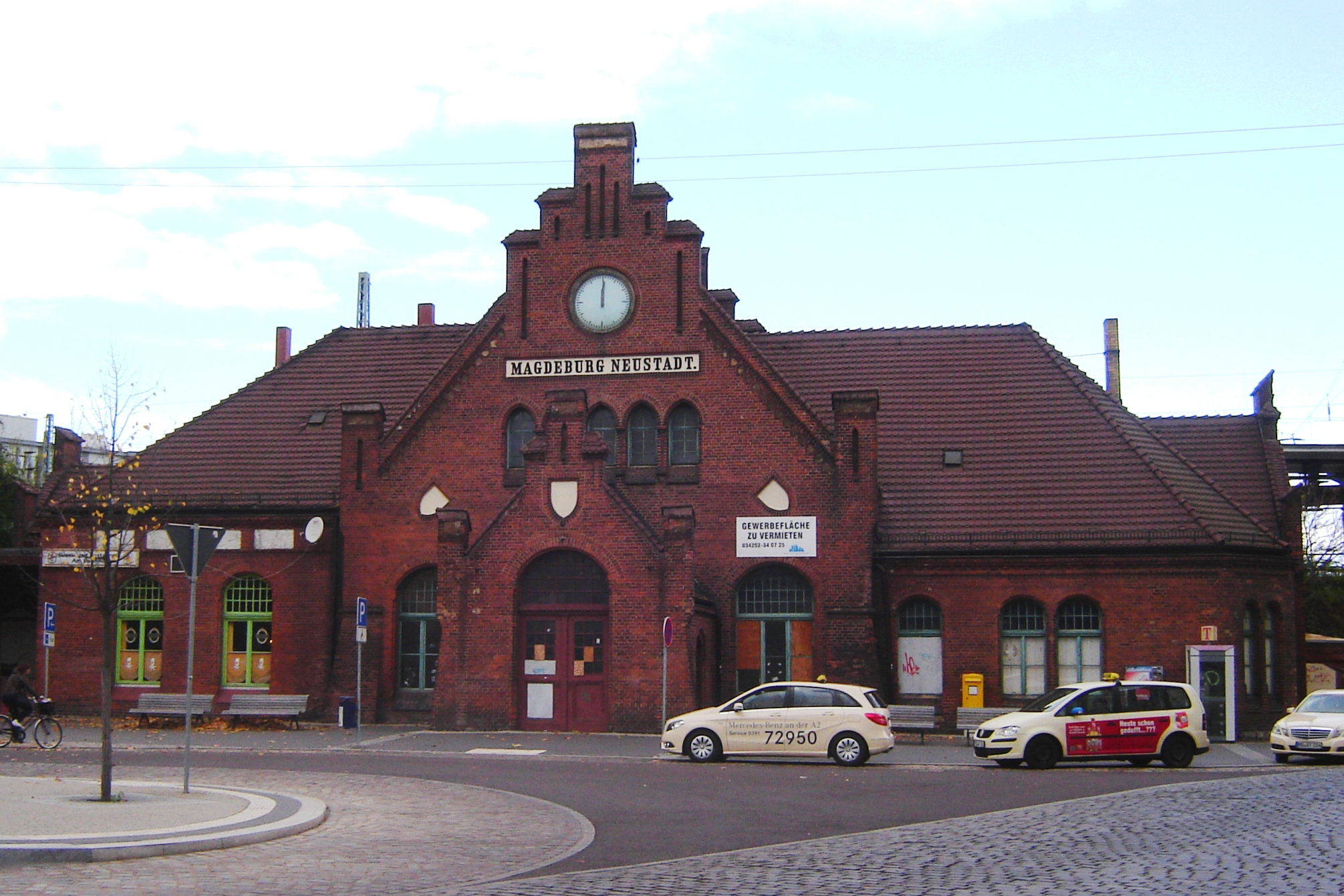
Neustadt, Empfangsgebäude, 2013

Am 15. Mai 1873 ging der Bahnhof Neustadt in Betrieb. Sein Empfangsgebäude entstand 1901. Er trug früher die Bezeichnung „Neustadt-Magdeburg“. Im Zuge eines Umbaus wurde der Bahnhof von der Nachtweide zur Lübecker Straße verlegt. Ebenso wurden die Gleise in Hochlage gebracht, um die Straße ohne Hindernisse überqueren zu können.
Seit dem 30. November 2003 wird der Bahnhof Neustadt durch das elektronische Stellwerk in Biederitz gesteuert.
2010 wurde der Bahnhofsvorplatz saniert. Etwa 2000 Reisende steigen täglich ein und aus. Damit ist er einer der wichtigsten Bahnhöfe in Magdeburg.
2014 wurde das Bahnhofsgebäude durch eine Privatperson gekauft. Heute bedienen Regional- und S-Bahnzüge den Bahnhof Neustadt.

### Magdeburg-Rothensee
Lage

1897 entstand aus Gründen fehlender Kapazität eine Rangierstation mit der Bezeichnung „Bude IV“, die sich östlich des Bahnhofs befand. Sie ist heute nicht mehr vorhanden und gilt als Vorgänger des Bahnhofs Rothensee.
1898 wurde der Haltepunkt an der Bahnstrecke Magdeburg–Wittenberge eröffnet. Zwischen 1908 und 1910 baute man den Rangierbahnhof Rothensee. Über eine Million Kubikmeter Boden wurden bewegt sowie etwa 70 Kilometer Gleis und über 200 Weichen verlegt. Für den Personenhaltepunkt gab es ein Empfangsgebäude. Des Weiteren waren für den Rangierbahnhof ein Dienstgebäude, neun Stellwerke, 22 Dienstwohnungen in fünf Gebäuden, ein Übernachtungsgebäude und zwei Lokomotivschuppen vorhanden. Der komplette Bau betrug etwa 6,25 Millionen Mark. Als der S-Bahnverkehr zwischen Schönebeck-Bad Salzelmen und Zielitz aufgenommen wurde, entstand ein weiteres Gleis, sodass die Züge für den Personenverkehr nicht mehr über den Rangierbahnhof fahren mussten. Im Dezember 1971 ging damit ein neuer Haltepunkt außerhalb des Rangierbahnhofs in Betrieb.

### Magdeburg SKET Industriepark
Lage

Der Bahnhof SKET Industriepark dient der verkehrstechnischen Erschließung eines großen Industriegebietes. Zuvor trug die Station den Namen Thälmannwerk und ging am 7. Oktober 1967 in Betrieb. Die Station liegt an den Strecken nach Leipzig und nach Thale. Sowohl Personen- als auch Güterverkehr findet hier statt. An drei Bahnsteigkanten eines Mittel- und eines Seitenbahnsteiges halten Regionalzüge und S-Bahnen.
Von Juli bis Oktober 2015 wurden die Bahnsteige erneuert.

### Magdeburg-Sudenburg
Lage

Der Bahnhof Sudenburg an der Strecke Braunschweig–Magdeburg ist der am westlichsten gelegene Magdeburger Bahnhof. Für den Personen- und Güterverkehr wurde er 1872 eröffnet. 1932 entstand eine Verbindungskurve zwischen den Bahnhöfen Sudenburg und Buckau. Ein anliegender Containerbahnhof wurde 1967 in Betrieb genommen. Nach der Wende 1990 wurde dieser nicht mehr benötigt. Seit dem 22. Juni 2003 wird die Station durch das elektronische Stellwerk am Hauptbahnhof gesteuert. Juni/Juli 2014 fanden umfangreiche Arbeiten zur Gleiserneuerung statt. Heute bedient eine Regionalbahnlinie den Bahnhof.

### Magdeburg Südost
Lage

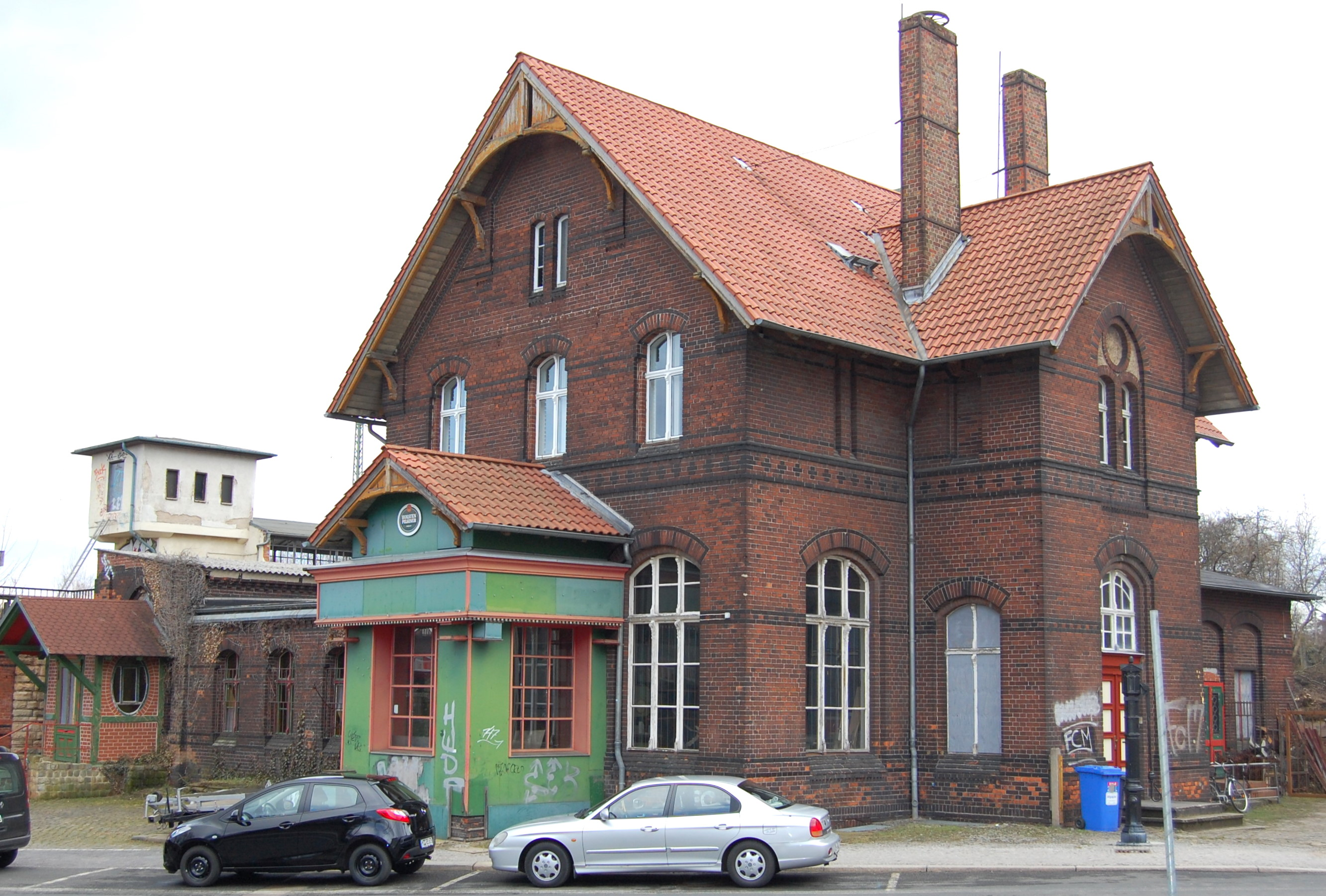
Südost, Empfangsgebäude, 2010

Der Bahnhof Südost befindet sich an der Bahnstrecke Magdeburg–Leipzig. Bereits am 30. Juni 1839 fuhr der erste Personenzug die Station an. Das heutige Empfangsgebäude entstand 1894/95. Vermutlich ab 1914 erhielt der Bahnhof seine heutige Bezeichnung „Magdeburg Südost“. Zuvor gab es einige andere Bezeichnungen. Der Güterbahnhof ist nicht mehr in Betrieb. Eine S-Bahn- und eine Regionalexpresslinie bedienen den Bahnhof.

## Haltepunkte

### Beyendorf
Der Haltepunkt Beyendorf liegt im südlichen Stadtteil Beyendorf-Sohlen an der Bahnstrecke Magdeburg–Thale. Es halten zweistündlich Regionalbahnen von und nach Oschersleben.

### Magdeburg Barleber See
Lage

Der Haltepunkt Barleber See, 1967 in Betrieb genommen, befindet sich im äußersten Norden Magdeburgs im gleichnamigen Ortsteil der Stadt an der Bahnstrecke Magdeburg–Wittenberge. Er wird nur saisonal von Mai bis September von der S-Bahnlinie 1 bedient.

### Magdeburg Hasselbachplatz
Lage

Der Haltepunkt Hasselbachplatz, der sich an der Strecke von Magdeburg nach Leipzig befindet, ging 1974 in Betrieb. An ihm halten S-Bahnen.

### Magdeburg-Eichenweiler
Lage

Am 3. Juni 1973 wurde der Haltepunkt Eichenweiler eröffnet. Heute halten dort Regional- und S-Bahnzüge.

### Magdeburg-Herrenkrug
Lage

Im Jahre 1999 entstand wegen der Bundesgartenschau (heute Elbauenpark) der Haltepunkt Magdeburg-Herrenkrug. Er wird ausschließlich von Regionalzügen bedient.

### Magdeburg-Rothensee Hp
Lage

1898 entstand bereits bei der „Bude IV“ für den Personenverkehr ein Bahnsteig. Mit Aufnahme des S-Bahnverkehrs wurde ein neuer Haltepunkt außerhalb des Bahnhofs errichtet.
Zurzeit wird die Station von S-Bahnen angefahren. Bis 2016 war geplant, den noch nicht sanierten Bahnsteig 1 samt seinem Mobiliar für 160.000 Euro zu erneuern. Umgesetzt wurde das Vorhaben zwar im Sommer 2016, allerdings beliefen sich die Kosten auf 250.000 €.

### Magdeburg-Salbke
Lage

Zu Zeiten, als damit begonnen wurde, den elektrischen Zugbetrieb in Magdeburg aufzunehmen, wurde zwischen den Stationen Buckau und Südost der Haltepunkt Salbke errichtet. Hier hält die S-Bahn.
Im Sommer 2016 wurden Bahnsteigbeläge und Ausstattung erneuert. 300.000 Euro wurden investiert. Wann der Neubau der Zuwegungen folgt, ist noch offen.